# Andreas Urs Sommer
Andreas Urs Sommer (Zofingen, 14 luglio 1972) è un filosofo, pubblicista e numismatico tedesco di origine svizzera.
Da ottobre 2016 è titolare di una cattedra all'Accademia per la Filosofia e dal 2019 è direttore generale del Centro di ricerca su Nietzsche dell'Università Albert Ludwig di Friburgo, nonché direttore della Friedrich-Nietzsche-Stiftung.

## Biografia
Dopo aver completato la scuola ad Aarburg e Basilea, Andreas Sommer ha studiato filosofia, storia della Chiesa e della dogmatica e letteratura tedesca presso le Università di Basilea, Gottinga e Friburgo in Brisgovia. Ha conseguito la licenza a Basilea nel 1995 e ha ottenuto il dottorato summa cum laude nel 1998.
Nel 1996/97 è stato assistente ricercatore presso il Frey-Grynaeisches Institut di Basilea. Nel 1998 è stato nominato docente presso il Seminario filosofico dell'Università di Basilea. Nel 1998/99, Sommer è stato ricercatore ospite presso l'Università di Princeton e, dal 1999 al 2001, borsista del Fondo Nazionale Svizzero per la ricerca accademica presso il Centro di ricerca e studio per la storia culturale europea della Biblioteca Herzog August di Wolfenbüttel. Nel 2000, Sommer è diventato assistente di ricerca presso l'Istituto di Filosofia dell'Università di Greifswald, ma nel 2001 si è trasferito all'Institute of German Studies, School for Advanced Study dell'Università di Londra come fellow. Sempre a Greifswald, ha conseguito l'abilitazione all'insegnamento universitario nel 2004 con la tesi Sinnstiftung durch Geschichte? Zur Genese der Geschichtsphilosophie zwischen Bayle und Kant ("Creare significato attraverso la storia? Sulla genesi della filosofia della storia tra Bayle e Kant"). Dal 2000 al 2007 ha insegnato filosofia all'Università di Greifswald con particolare attenzione alla storia della filosofia; nel semestre invernale 2007/08 all'Università di Mannheim e dal 2008 filosofia al Seminario filosofico dell'Università di Friburgo.
Nel 2011 è stato nominato professore associato di filosofia a Friburgo. Nel semestre invernale 2013/14, Sommer è stato professore ospite presso l'Università di Arte e Design di Karlsruhe
.
Dal 2014 è a capo del Centro di ricerca sul Nietzsche-Kommentar dell'Accademia delle Scienze di Heidelberg, con sede presso l'Università di Friburgo. Nell'ottobre 2016, Sommer ha accettato una cattedra W3 in filosofia con particolare attenzione alla filosofia culturale presso l'Università di Friburgo in collaborazione con l'Accademia delle Scienze di Heidelberg. È stato nominato professore ospite (professeur invité) presso l'École normale supérieure di Parigi per l'anno accademico 2019/2020.
Sommer è specializzato nella filosofia di Friedrich Nietzsche, nell'Illuminismo e nel primo periodo moderno, nonché nella metodologia della storiografia filosofica. Dal 2008, è stato coinvolto in modo significativo nel Nietzsche-Kommentar dell'Accademia delle Scienze di Heidelberg, in corso di redazione presso l'Università di Friburgo, nonché direttore della Fondazione Friedrich Nietzsche di Naumburg (Saale).
Si è fatto conoscere da un pubblico più vasto attraverso articoli di giornali e riviste e, in particolare, attraverso i suoi popolari libri filosofici Die Kunst, selbst zu denken, Lohnt es sich, ein guter Mensch zu sein? e Die Kunst des Zweifelns. In questi volumi perimenta una nuova forma di filosofia scettica e di illuminismo critico. Sommer è emerso attraverso un adattamento moderno del pensiero stoico, di cui vuole sviluppare nuovamente il potenziale come filosofia della pace mentale: la Stoa deve essere liberata dalla sua zavorra metafisica e moralistica. Il suo libro Werte. Warum man sie braucht, obwohl es sie nicht gibt ("Valori. Perché ne abbiamo bisogno anche se non esistono", 2016) sostiene la pluralità illuminata dei valori, considerata una caratteristica positiva della modernità.
Sommer ha presentato la sua filosofia anche in televisione in Eine Demokratie für das 21. Jahrhundert. Warum die Volksvertretung überholt ist und die Zukunft der direkten Demokratie gehört (2022), schierandosi a favore di una democrazia partecipativa diretta che conceda ai cittadini ampi diritti di co-determinazione nelle decisioni politiche. Nel suo ultimo libro Entscheide dich! Der Krieg und die Demokratie (2023), sostiene che l'attuale crisi di fondo, in particolare, offre opportunità per una trasformazione della società verso la democrazia diretta, ritenuta una forma di governo che costringe a una de-ideologizzazione del dibattito sociale attraverso la pratica costante del processo decisionale, in cui si mettono in primo piano le preoccupazioni fattuali anziché le opinioni partitiche.
Sommer è membro del Deutschschweizer PEN-Zentrums (DSPZ)..
Oltre alla sua attività di filosofo, è anche specializzato in numismatica, in particolare quella dell'Impero bizantino.

## Riconoscimenti
- 1992: 3° Premio Eligius della Società Numismatica Tedesca
- 1994: Premio De Wette della Facoltà di Teologia dell'Università di Basilea
- 1999: Visiting Research Fellow presso l'Università di Princeton
- 1999: Borsa di studio del Fondo nazionale svizzero per la ricerca scientifica
- 2000: Borsa di studio del Fondo nazionale svizzero per la ricerca scientifica
- 2001: Borsa di studio del Fondo Nazionale Svizzero per la Ricerca Scientifica
- 2001: Visiting Fellow presso l'Università di Londra
- 2003:  Die Goldene Brille / La lunette d’or dell'Accademia svizzera di scienze umane e sociali SAGW per i suoi commenti sotto il titolo Ethikrat nel settimanale Die Zeit e le sue lettere filosofiche nella rivista (Tages-Anzeiger, Zurigo).
- 2007: Premio Vreneli per gli eccezionali contributi nel campo della numismatica e della filosofia del collezionismo[14]
- 2012: Candidato al Premio Tractatus per la saggistica filosofica con il libro Lexikon der imaginären philosophischen Werke[15]
- 2012: Premio Friedrich Nietzsche
- 2016: Premio speciale nell'ambito del programma Geisteswissenschaften International per il libro Werte: Warum man sie braucht, obwohl es sie nicht gibt[16]
- 2017: nomina per il Tractatus-Preis per la saggistica filosofica con il libro  Werte: Warum man sie braucht, obwohl es sie nicht gibt[17]
- 2017/18: Borsa di studio Carl Friedrich von Siemens[18]
- 202: candidato al Tractatus-Preis per la saggistica filosofica con il libroEntscheide dich! Der Krieg und die Demokratie[19].

## Pubblicazioni

### Monografie
- Der Geist der Historie und das Ende des Christentums. Zur „Waffengenossenschaft“ von Friedrich Nietzsche und Franz Overbeck. Mit einem Anhang unveröffentlichter Texte aus Overbecks „Kirchenlexicon“. Akademie, Berlin 1997, ISBN 3-05-003112-3.
- Friedrich Nietzsches „Der Antichrist“. Ein philosophisch-historischer Kommentar (= Beiträge zu Friedrich Nietzsche. Bd. 2). Schwabe, Basel 2000, ISBN 3-7965-1098-1.
- zusammen mit Dagmar Winter und Miguel Skirl: Die Hortung. Eine Philosophie des Sammelns. Parerga, Düsseldorf 2000, ISBN 3-930450-54-2.
- Zur militärischen Metaphorik im Stoizismus (= Schriftenreihe der Eidgenössischen Militärbibliothek und des Historischen Dienstes. Nr. 2). EMB/BBL, Bern 2002, ISBN 3-906969-01-0
- Geschichte als Trost. Isaak Iselins Geschichtsphilosophie (= Schwabe Horizonte). Schwabe, Basel 2002, ISBN 3-7965-1940-7.
- Die Kunst, selber zu denken. Ein philosophischer Dictionnaire (= Die andere Bibliothek. Bd. 214). Eichborn, Frankfurt am Main 2002, ISBN 3-8218-4521-X.
- Krieg und Geschichte. Zur martialischen Ursprungsgeschichte der Geschichtsphilosophie (= Schriftenreihe der Eidgenössischen Militärbibliothek und des Historischen Dienstes. Nr. 5). EMB/BBL, Bern 2003, ISBN 3-906969-04-5.
- Christof Boehringer (Hrsg.): Katalog der byzantinischen Münzen. Münzsammlung der Georg-August-Universität Göttingen im Archäologischen Institut. Universitätsverlag, Göttingen 2004, ISBN 3-930457-30-X (online; PDF; 1,6 MB).
- Lohnt es sich, ein guter Mensch zu sein? Und andere philosophische Anfragen. Eichborn, Frankfurt am Main 2004, ISBN 3-8218-5590-8.
- Die Kunst des Zweifelns. Anleitung zum skeptischen Philosophieren (= Beck’sche Reihe. Bd. 1664). Beck, München 2005, ISBN 3-406-52838-4.
- Sinnstiftung durch Geschichte? Zur Genese der spekulativ-universalistischen Geschichtsphilosophie zwischen Pierre Bayle und Immanuel Kant (= Schwabe Philosophica. Bd. 8). Schwabe, Basel 2006, ISBN 3-7965-2214-9.
- zusammen mit Peter Schulz: Fritz Buri. Sein Weg. Leben – Denken – Glauben. V&R Unipress, Göttingen 2007, ISBN 978-3-89971-314-5.
- Die Kunst der Seelenruhe. Anleitung zum stoischen Denken (= Beck’sche Reihe. Bd. 1940). Beck, München 2009, ISBN 978-3-406-59194-5.
- Die Münzen des byzantinischen Reiches 491–1453. Mit einem Anhang: Die Münzen des Reiches von Trapezunt. Battenberg, Regenstauf 2010, ISBN 978-3-86646-061-4.
- Geschichte und Gegenwart der Akademischen Zunft (= Basler Universitätsreden. Bd. 109). Schwabe, Basel 2011, ISBN 978-3-7965-2789-0.
- Lexikon der imaginären philosophischen Werke (= Die andere Bibliothek. Bd. 326). Eichborn, Frankfurt am Main 2012, ISBN 978-3-8218-6241-5.
- Kommentar zu Nietzsches Der Fall Wagner. Götzen-Dämmerung (= Historischer und kritischer Kommentar zu Friedrich Nietzsches Werken. Bd. 6/1). De Gruyter, Berlin/Boston 2012, ISBN 978-3-11-028683-0.
- Kommentar zu Nietzsches Der Antichrist. Ecce homo. Dionysos-Dithyramben. Nietzsche contra Wagner (= Historischer und kritischer Kommentar zu Friedrich Nietzsches Werken. Bd. 6/2). De Gruyter, Berlin/Boston 2013, ISBN 978-3-11-029277-0.
- Kommentar zu Nietzsches Jenseits von Gut und Böse (= Historischer und kritischer Kommentar zu Friedrich Nietzsches Werken. Bd. 5/1). De Gruyter, Berlin / Boston 2016, ISBN 978-3-11-029307-4.
- Werte. Warum man sie braucht, obwohl es sie nicht gibt. J. B. Metzler, Stuttgart 2016, ISBN 978-3-476-02649-1.
- Nietzsche und die Folgen. J. B. Metzler, Stuttgart 2017, ISBN 978-3-476-02654-5.[20] 2., erweiterte Auflage mit einem Anhang: Fake Nietzsche. J. B. Metzler, Stuttgart 2019.
- Was bleibt von Nietzsches Philosophie? Duncker & Humblot, Berlin 2018 (= Lectiones Inaugurales. Bd. 19), ISBN 978-3-428-15429-6.
- Kommentar zu Nietzsches „Zur Genealogie der Moral“ (= Heidelberger Akademie der Wissenschaften (Hg.): Historischer und kritischer Kommentar zu Friedrich Nietzsches Werken, Bd. 5/2). De Gruyter, Berlin / Boston 2019, ISBN 978-3-11-029337-1, ISBN 978-3-11-038892-3 (E-Book).
- zusammen mit Matthias Politycki: Haltung finden. Weshalb wir sie brauchen und trotzdem nie haben werden. J. B. Metzler, Stuttgart 2019, ISBN 978-3-476-04981-0.
- Eine Demokratie für das 21. Jahrhundert. Warum die Volksvertretung überholt ist und die Zukunft der direkten Demokratie gehört. Herder, Freiburg/Basel/Wien 2022, ISBN 978-3-451-39167-5.
- Entscheide dich! Der Krieg und die Demokratie. Herder, Freiburg/Basel/Wien 2023, ISBN 978-3-451-39437-9.

### Curatele
- in collaborazione con Niklas Peter: Franz Overbecks Briefwechsel mit Paul de Lagarde. In: Zeitschrift für Neuere Theologiegeschichte. Bd. 3, 1996, S. 127–172.
- Im Spannungsfeld von Gott und Welt. Studien zu Geschichte und Gegenwart des Frey-Grynaeischen-Institutes in Basel 1747–1997. Schwabe, Basel 1997, ISBN 3-7965-1063-9.
- Existenzphilosophie und Christentum. Albert Schweitzer und Fritz Buri. Briefe 1935–1964. Beck, München 2000, ISBN 3-406-46730-X.
- zusammen mit Volker Depkat und Matthias Müller: Wozu Geschichte(n)? Geschichtswissenschaft und Geschichtsphilosophie im Widerstreit. Steiner, Stuttgart 2004, ISBN 3-515-08419-3.
- Johann Friedrich Wilhelm Jerusalem: Schriften (= Historia Scientiarum). Mit einer Einleitung hrsg. von Andreas Urs Sommer. Olms-Weidmann, Hildesheim/Zürich/New York, ISSN 1430-8320 (WC · ACNP).
  - Bd. 1: Briefe über die Mosaischen Schriften und Philosophie. Betrachtungen über die vornehmsten Wahrheiten der Religion. Erster Theil. 2007, ISBN 978-3-487-13220-4.
  - Bd. 2: Betrachtungen über die vornehmsten Wahrheiten der Religion. Zweyter Theil. 2007, ISBN 978-3-487-13221-1.
  - Bd. 3: Betrachtungen über die vornehmsten Wahrheiten der Religion. Zweyten Theils zweyter Band oder viertes Stück. 2007, ISBN 978-3-487-13222-8.
  - Bd. 4: Nachgelassene Schriften. Erster Theil: Fortgesetzte Betrachtungen über die vornehmsten Wahrheiten der Religion. Hinterlaßne Fragmente. 2007, ISBN 978-3-487-13223-5.
  - Bd. 5: Nachgelassene Schriften. Zweyter und letzter Theil. 2007, ISBN 978-3-487-13224-2
- Franz Overbeck: Werke und Nachlass. Bd. 8: Briefe. Unter Mitarbeit von Andreas Urs Sommer ausgewählt, herausgegeben und kommentiert von Niklaus Peter und Frank Bestebreurtje. Metzler, Stuttgart/Weimar 2008, ISBN 978-3-476-00970-8.
- Nietzsche – Philosoph der Kultur(en)? De Gruyter, Berlin/New York 2008, ISBN 978-3-11-020130-7.
- Friedrich Nietzsche: Der Antichrist. Fluch auf das Christentum. Mit Beiträgen von Andreas Urs Sommer und Thomas Jöchler. RaBaKa-Publishing, Neuenkirchen 2008, ISBN 978-3-940185-08-2.
- con Wolfert von Rahden: Abgrund = Zeitschrift für Ideengeschichte. Heft V/2, Sommer 2011. Beck, München, ISSN 1863-8937 (WC · ACNP).
- con Barbara Neymeyr: Nietzsche als Philosoph der Moderne. Winter, Heidelberg 2012, ISBN 978-3-8253-5812-9.
- con Wolfert von Rahden: Namen = Zeitschrift für Ideengeschichte. Heft VII/1, Frühjahr 2013, Beck, München, ISBN 978-3-406-64461-0.
- con Dieter Birnbacher: Moralkritik bei Schopenhauer und Nietzsche (= Beiträge zur Philosophie Schopenhauers. Bd. 13). Königshausen & Neumann, Würzburg 2013, ISBN 978-3-8260-5081-7.
- Charles-Augustin Sainte-Beuve: Menschen des XVIII. Jahrhunderts (= Die andere Bibliothek. Bd. 355). Übersetzt von Ida Overbeck, initiiert von Friedrich Nietzsche. Mit frisch entdeckten Aufzeichnungen von Ida Overbeck neu ediert von Andreas Urs Sommer. Die Andere Bibliothek, Berlin 2014, ISBN 978-3-8477-0355-6.
- Karl Jaspers: Nietzsche, hg. von Dominic Kaegi und Andreas Urs Sommer = Karl Jaspers: Gesamtausgabe, hg. im Auftrag der Heidelberger Akademie der Wissenschaften und der Akademie der Wissenschaften zu Göttingen. I. Abteilung: Werke, Bd. 18. XCIV + 644 Seiten. Basel: Schwabe, 2020, ISBN 978-3-7965-3983-1.
- The Complete Works of Friedrich Nietzsche, Bd. 9: The Case of Wagner / Twilight of the Idols / The Antichrist / Ecce Homo / Dionysos Dithyrambs / Nietzsche Contra Wagner. With an Afterword by Andreas Urs Sommer. Translated by Adrian Del Caro, Carol Diethe, Duncan Large, George H. Leiner, Paul S. Loeb, Alan D. Schrift, David F. Tinsley, and Mirko Wittwar, Stanford, CA: Stanford University Press 2021, ISBN 978-1-5036-1254-9.